# 崔允晶
崔允晶（韓語：최윤정，1968年4月11日—），韓國電視劇編劇。

## 簡歷
崔允晶在1993年以情景喜剧《金家李家》出道。1994年，由她擔任主要編劇的週日晨間劇《情侶》獲得高度人氣，她憑該劇獲得了1995年MBC演技大獎的作家獎。1997年，她編寫的迷你劇《求婚》也同樣取得成功。
2000年，她首次編寫日日劇《好事怎麼辦》收視率接近40%，但該劇刺激性的題材引來不少批評。此後，她編寫的長篇劇集《愛情餐歌》（2005年）、《三姊妹》（2010年）、《就要相愛》（2014年）皆因為荒唐的劇情發展而備受批評。但她編寫的短篇劇集《愛情共感》（2005年）也因為現實且深刻的情感描寫而獲得好評。

## 作品

### 電視劇
- 1993年：MBC《金家李家（朝鲜语：김가 이가）》
- 1994年：MBC《情侶（朝鲜语：짝 (드라마)）》
- 1996年：MBC《冰之戀（朝鲜语：아이싱 (드라마)）》
- 1997年：KBS《求婚（朝鲜语：프로포즈 (드라마)）》
- 1997年：KBS《婚紗（朝鲜语：웨딩드레스 (1997년 드라마)）》
- 1999年：KBS《招待（朝鲜语：초대 (드라마)）》
- 2000年：KBS《好事怎麼辦（朝鲜语：좋은걸 어떡해 (2000년 드라마)）》
- 2001年：KBS《不想像父親那樣生活（朝鲜语：아버지처럼 살기 싫었어）》
- 2002年：MBC《黃金馬車（朝鲜语：황금마차 (드라마)）》
- 2003年：SBS《興夫家葫蘆開了（朝鲜语：흥부네 박터졌네）》
- 2005年：SBS《愛情共感》
- 2005年：MBC《愛情餐歌》
- 2007年：SBS《相愛的人啊》
- 2010年：SBS《三姊妹》
- 2014年：SBS《就要相愛》
- 2024年：Disney+《紅天鵝》

## 獲獎
- 1995年：MBC演技大獎—電視作家部門 特別獎 （《情侶》）
- 2000年：KBS演技大獎—作家獎（《好事怎麼辦》）[10]

## 外部連結
- 崔允晶在NAVER上的资料